# 保险公司
保险公司是采用公司组织形式的保险人，经营保险业务。

## 保险公司的业务流程
- 保险展业

保险展业是保险公司引导具有同类风险的人购买保险的行为。保险公司通过其专业人员直接招揽业务称作“直接展业”，保险公司通过保险代理人、保险经纪人展业称为“间接展业”。
- 业务承保

保险人通过对风险进行分析，确定是否承保，确定保险费率和承保条件，最终签发保险合同的决策过程。
- 保险理赔

保险公司在承保的保险事故发生，保险单受益人提出索赔申请后，根据保险合同的规定，对事故的原因和损失情况进行调查，并且予以赔偿的行为。

## 保险公司的分类
保险公司可以这样分类：
- 人寿保险公司，包括人壽保險、健康保險、傷害保險及年金保險。
- 财产保险公司，包括火災保險、海上保險、旅遊保險、陸空保險、責任保險、保證保險及經主管機關核准之其他保險。
- 再保险公司是保险公司的保险公司，对保险公司承担的风险进行分散和转嫁。

按照中華民國保险法之规定，人身保险和财产保险必须分开经营；而中华人民共和国境内的财产保险公司则也可以销售保险期限不超过一年的短期人身保险。为了符合监管要求，有的保险公司成立了集团公司，下设独立核算的人寿保险公司和财产保险公司。

## 盈利方式
一个客户一定时期缴纳一次或数次保险费，保险公司将大量客户缴纳的保险费收集起来，一发生保险事故，保险公司就支付约定的赔款。如果自始至终保险公司的赔款支出小于保险费收入，差额就成为保险公司的“承保赢利”。
例如，大量分散的房屋所有者购买了保险单并且向保险公司支付了保险费，如果保险所指定的事故发生，保险人根据保险条款兑现保险责任。对于一些保单的持有者来说，他们因为保险事故的发生而获取的保险金比他所缴纳的保险费高得多，而其他一些人可能因为整个保险期间都没有发生保险事故而根本没有需要获得赔款。合计下来，保险公司所支付的总赔款要比他们获得的保险费收入少。二者的差额形成费用和利润。
从保险公司收入保险费到保险公司支付赔款之间的时间，保险公司可以将保险基金进行投资赚取赢利。投资回报是保险公司利润的重要来源，可以这样说，对于大多数保险公司来讲，投资回报是其利润的唯一来源。例如，保险公司必须支付的赔款超出保费收入的10%，而保险公司通过投资获得的回报是保费收入的20%，那么保险公司将赚取10%的利润。但是，由于许多保险公司认为投资无风险的政府债券或者其他低风险低回报的投资项目是谨慎的选择，那么控制赔款支出超出保险费收入的百分比低于投资收益率是非常重要的，因为这样保险公司才不会赔本。
通过承保赢利赚钱这种情况在大多数国家的保险行业是非常稀有的，在美国，财产和意外伤害保险公司的保险业务在2003年以前的五年中亏损了$1423亿元。但是在此期间的总利润却是$684亿元，就是由于有投资收益承擔重任。一些保险业内人事指出保险公司不可能永远不靠投资收益而靠保险业务收入支撑下去。
在中国，人寿保险业获取利润的来源主要是一年期及一年期以下的人身意外伤害保险业务，人寿保险的总公司经常通过控制分支机构的赔付率来实现，虽然说投资收益是人寿保险业的利润来源之一，但是由于投资渠道并不十分广阔，另外金融环境，尤其是投资领域的环境并不十分规范，所以投资收益对利润的贡献不是很可观。在中国，人寿保险业的费用主要靠长期人寿保险来实现。
在保險行業中，人壽保險公司每年都能有可觀的盈利。長期人壽保險或稱儲蓄人壽保險，其保險收入和償付方式跟一般保險不同，因此，其盈利方法也有別於一般保險。在一些擁有成熟保險市場的國家中，人壽保險公司的虧損機會遠比一般保險公司低。
長期保險合約的性質尤如「零存整付」的儲蓄存款。保險公司跟客戶訂定的合約期可能長達二十年、或至受保人六十歲、甚或至一百歲。雙方擬定到期提款金額；亦即人壽保障額（保額）。客戶在合約期內按期供款；亦即繳付保費。保額數目一般都大於總保費，並有回報收益，事實上，其長期平均回報率跟銀行存款利率相約。為保證未來的償付需要，保險公司早已為客戶作出「零存整付」的「存款」安排，而大部份的「存款」都是投放於一些長期債券去。
雖然不同的投保人向保險公司訂立相同的供款年期承諾，但由於每位客戶跟保險公司訂立合約時的年齡不同，其壽命時間有別，部份年長者較有機會未能完成供款便逝世，因此，保險公司將按較大年齡組別的客戶多徵收點附加費（即保費較高），以彌補未收足「存款」（保費）便逝去的可能。由於投保人數目龐大，死亡率較穩定，保險公司較易掌握有關數據，亦能準確及公平地計算出不同年齡的保費率。
人壽保險公司能準確掌握償付時間，因此，較一般保險公司更能擬定足夠的保費率而無須多冒風險，同時也能達致預期的盈利。

## 保险公司的财务生存能力
当购买保险时，保险公司财务的稳定和健康可能是主要应考虑的问题。保险费支出通常是为了给未来多年的损失做准备。正因为如此，保险公司的生存能力是非常重要的。近年来，许多保险公司陷入破产（比如亚洲金融危机后的日本保险业，911事件后的美国保险业等），使它们的客户失去了保障（或者依赖政府保险保障基金在事故发生时获得很少的保险金）。国外许多独立的评级机构提供保险公司的财务信息并对保险公司评定等级（如慕尼黑再保险），但是在中国，这样的公司还很少，经常要依靠中国保险监督管理委员会的公告来获取信息。

## 争论

### 保险公司与保户的博弈
在给保户建立一个“安全网”的过程中，保险公司不经意地发现它的保户可能并不像它们应该的那样反对冒险（鉴于保户认为危险属于保险公司了），为了降低这方面的支出，保险公司通过保险条款规定，如果被保险人参加或者进行了一些活动导致保险标的损失的风险扩大时，保险公司可以减轻责任。
例如，责任保险人不提供客户需要的因国际民事侵权导致责任的保险。即使责任保险人失去了理性而试图提供这样的保障，这样做也违反了大多数国家不允许这种保险存在的政策，是违法的。
当然有人认为这样做违背了保险的初衷，虽然对于保险公司及政府来说，这是不得已的。

### 拒保
拒保是一些保险公司常常在一些地理区域或者某些情况下拒绝提供保险保障，常因为这些地方或这些情况有引起风险增加的可能性。对这些评估要求必须真实可靠，否则就是基于歧视。
当保险人决定保险费或者费率时，对风险的评估所考虑可计量的因素，包括地理位置、信用等级、性别、职业、婚姻状况，还包括受教育程度。当然，这些基本要素的使用无论适当与否，常被一些客户当做'不公平'对待或者种族主义，有时会引起关于如何确定保险费的政治争论甚至会引起政府干涉并限制这些要素的使用。
在这方面的反面意见认为，保险从业者的职业特点决定了它们要对特定风险损失发生的可能性进行适当分类。任何从理论上导致损失的风险增加的要素，都要引起费率的增加。这个保险的基本原理必须被保险公司或者保险集团遵循并正确操作，甚至对于非營利性组织也是一样。因而，用合法的因素对潜在保户进行辨识是保险的中心内容。所以上述关于歧视的争论中唯一被“不公平”考虑的事就是，一个团体因没有风险增加的实质因素而被歧视。因此，保户通过忍受部分不被接受的因素被使用，来排除对其他保户的要素歧视是必要的。

### 倒閉
保險公司有如其它有限公司，倒閉則不能保証客戶的信心。

## 列表
- 中國大陸保險公司列表
- 臺灣金融保險機構列表
- （英文）其他地區保險公司分類 （页面存档备份，存于）